# Iasos (ville)
Pour les articles homonymes, voir Iasos.
Iasos ou Iassos, en Grec ancien : Ἰασός (Iasós) ou Ἰασσός (Iassós), latinisé en Iasus ou Iassus, était une cité antique grecque. Localisée en Carie, la cité était située dans le golfe d'Iasos (aujourd’hui le golfe de Güllük ou de Madalya en Turquie).

## Histoire

### Les guerres des Diadoques
De tout temps, et notamment durant les guerres des Diadoques ; Iasos fut une cité convoitée de par son emplacement stratégique. 
En 315 av. J-C, Ptolémée Ier organise une alliance avec la cité, dans le cadre d'un accord avec le satrape de Carie, Asandros. 
Mais en 313 av. J-C, le neveu d'Antigone le borgne - Polémaïos (Polémée) - s'empare de la cité pour le compte de son oncle. 
Retournement de situation en 310 après l'échec de Gaza de 312 : Polémaïos trahit Antigone ; et en 309, il essaye de s'allier avec Ptolémée, qui le fait finalement tuer à Kos. Iasos passe du côté lagide, et un traité est signé entre Ptolémée Ier, les Iasiens et les chefs des garnisons d'Antigone qui occupaient la cité,,,. Iasos devient alors une alliée du pouvoir lagide, mais apparaît néanmoins comme relativement dominée par Ptolémée. 
Les Iasiens conservent leur liberté, leur autonomie et la gestion des revenus de la cité; mais doivent cependant payer une contribution - la syntaxis - au satrape d’Égypte. Devenu roi en 305, Ptolémée Ier en profite probablement pour accroître son emprise sur ses alliés : c'est en tout cas ce que les différentes ambassades iasiennes envoyées au roi lagide laissent à penser. 
Comme le décrivent Aristoboulos et Asklépiodotos, les habitants de la cité semblent en effet préoccupés par la politique de Ptolémée, et craignent pour la liberté et l'autonomie d'Iasos.

## Personnalités
- Lycon d'Iasos, philosophe pythagoricien. de la seconde moitié du IVe siècle av. J.-C.